# Disney Wish
Disney Wish é o quinto e mais novo navio operado pela Disney Cruise Line, uma subsidiaria da The Walt Disney Company. É o maior navio da frota e o primeiro da classe. Ele entrou em serviço em Junho de 2022 e será seguido pelo seu irmão o navio Disney Treasure a ser lançado em 2024 e pelo Disney Adventure em 2025. Os outros quatro navios na frota são o  Disney Magic, Disney Wonder, Disney Dream, e Disney Fantasy.

## História
Em Março de 2016, A Disney Cruise Line anunciou que havia encomendado dois novos navios, descritos como maiores que Disney Dream e Disney Fantasy mas com um numero equivalente de cabines. Um terceiro navio da classe foi anunciado em 15 de Julho de 2017 durante a D23 Expo. Em Março de 2018 ,A Disney Cruise Line lançou a primeira representação da sua nova geração de navios. A cruzeiro de 140,000-ton seria equipado com LNG- e acomodaria ao menos 2,500 passageiros. Em Janeiro de 2019, a classe do navio foi confirmada como Triton em documentos publicados pelo Port Canaveral. No entanto, agora está seguindo a nomenclatura padrão da classe após o primeiro navio.
Em 25 de Agosto de 2019, o quinto navio foi oficialmente anunciado como Disney Wish durante a D23 Expo. A Construção começou em Março de 2020 em Meyer Werft, Alemanha, com a data de entrega depois alterada devido a pandemia de COVID-19.
Ele chegou ao Port Canaveral em 20 de Junho de 2022, onde foi recebido por Mickey e Minnie Mouse.